# الوسادة الخالية (فلم)
الوسادة الخالية فيلم رومانسي مصري صدر عام 1957، من إخراج صلاح أبو سيف، وبطولة عبد الحليم حافظ، ولبنى عبد العزيز.

## قصة الفيلم
صلاح طالب في كلية التجارة يتعرف بالطالبة سميحة فيتبادلان العهود والدبل الفضة والقبلات، وتمر الأيام عن العاشقين وفجأة يرتطم الحب على صخرة عاتية ويتحطم. يتقدم لسميحة عريس ناجح هو الدكتور فؤاد وترفض الفتاة العريس في سبيل حبها، ولكن إرادة أهلها تتغلب على عنادها، ويجد صلاح نفسه محطما.. فيغرق أحزانه في كؤوس الخمر ويستسلم لأحضان راقصة شابة حتى تدهمه نوبة مفاجأة فينتقل إلى المستشفى حيث يجرى له العملية الدكتور فؤاد ويفوق صلاح من أحلامه على فكرة ثانية هي: لماذا لا يجعل سميحة تندم على اختيارها فؤاد؟ ينتهى من دراسته الجامعية ويحصل على البكالوريوس ولا يقنع صلاح بما وصل إليه. ويمضي يومه موظفًا في شركة الشرق الأوسط للأعمال الفنية. ثم يروح ليلا يدرس للماجستير ويحصل على الشهادة العالية وعلى مركز رئيس حسابات الشركة. ثم سكرتيرها العام. كل هذا والصدافة بنيه وبين فؤاد تتضاعف.. يخطب صلاح درية ابنة رئيس الشركة، ويدعو صلاح وعروسه الدكتور فؤاد وزوجته، وحين يأوي صلاح كل ليلة لا ينام وحديا، رغم إصراره على النوم في غرفة منفصلة عن مخدع زوجته. فهناك طيف حبه الغارب يوسد رأسه الجميل الوسادة الخالية وتكتشف درية قصة حب زوجها الأول من الدبلة الفضية التي تحمل اسم سميحة والتي نسيها ذات مرة في الحمام. من تصرفاته واعتزازه بمخلفات الذكريات. ولكن درية تطوي القلب على الجرح حتى تدهمها آلام الوضع قبل موعدها بشهرين. تنقل درية إلى المستشفى حيث تجرى لها جراحة خطيره.. وحين يجلس صلاح وحيدا ينتظر نتيجة الجراحة يكتشف أن سميحة ليست المخلوق الوحيد في حياته، فهناك درية والجنين الذي من صلبه. وحين يموت الجنين وتنقذ الزوجة يجد صلاح نفسه أمام حقيقة كبرى هي أن المشاركة في ألم أقوى من الحب وعندما يدخل سريره ولأول مرة منذ رأى سميحة. يطيل النظر إلى الوسادة الخالية فلا يرى حبه الأول وإنما الوجه الشاحب للحب الأخير وينام صلاح ملء جفنيه.. فقلبه لم يعد مريضا بالحب الأول.

## طاقم التمثيل
- عبد الحليم حافظ (صلاح)
- لبنى عبد العزيز (سميحة)
- زهرة العلا (درية)
- أحمد رمزي (فايز)
- عمر الحريري (فؤاد)
- عصمت محمود
- عايدة كامل
- كوثر شفيق
- عزيزة حلمي
- ليلى كريم
- رفيعة الشال
- عبد الوارث عسر
- عبد المنعم إبراهيم

## أغاني الفيلم
| الأغنية          | المؤلف          | الملحن      | المغني          |
| ---------------- | --------------- | ----------- | --------------- |
| أول مرة تحب      | إسماعيل الحبروك | منير مراد   | عبد الحليم حافظ |
| مشغول            | إسماعيل الحبروك | محمد الموجي | عبد الحليم حافظ |
| تخونوه           | إسماعيل الحبروك | بليغ حمدي   | عبد الحليم حافظ |
| أسمر يا أسمراني  | إسماعيل الحبروك | كمال الطويل | فايزة أحمد      |
| في يوم من الأيام | مأمون الشناوي   | كمال الطويل | عبد الحليم حافظ |

## وصلات خارجية
- الوسادة الخالية على موقع IMDb (الإنجليزية)
- الوسادة الخالية على موقع الدهليز
- الوسادة الخالية على موقع قاعدة بيانات الأفلام العربية
- الوسادة الخالية على موقع قاعدة بيانات الفيلم (الإنجليزية)
- الوسادة الخالية على موقع ليتربوكسد (الإنجليزية)
- الوسادة الخالية على موقع كينوبويسك (الروسية)